# Nicolas Sehnaoui
Pour les articles homonymes, voir Sehnaoui.
Nicolas Maurice Sehnaoui, né le 23 avril 1967 à Beyrouth, est ministre libanais des Télécommunications depuis juin 2011.

## Biographie
Fils de Maurice Sehnaoui et de Mouna Bustros, il est marié avec Paula Naïm et ont ensemble trois enfants. Il est le cousin du spécialiste international en sécurité de l'information Khalil Sehnaoui.
Il fait ses études au Grand Lycée Franco-Libanais de Beyrouth puis obtient une licence en Sciences Économiques à Paris II Assas, puis une maîtrise à l’École Supérieure des Affaires-ESCP à Beyrouth.
Il a géré deux compagnies privées dans les domaines de l’assurance et de la distribution d’équipement de construction.
Cofondateur, en 2009, de la Fondation Mouna Bustros (nom de sa mère décédée en 1989) qui œuvre « vers le développement » dans les quartiers défavorisés de Beyrouth 1, il cofonde en 1990, le Mouvement du Citoyen Libanais qui militait pour un Liban laïc.
Responsable, de 2005 à 2011, du comité économique du Courant Patriotique Libre, membre actif, depuis 2006, dans le chapitre libanais du groupe « Young Presidents Association », aux élections parlementaires de 2009, il est le candidat perdant avec 47 % des voix à la circonscription de Beyrouth 1.
En juin 2011, Nicolas Sehnaoui est nommé ministre des Télécommunications, membre du Bloc du changement et de la réforme, au sein du gouvernement de Najib Mikati.
Le dynamisme du jeune ministre a permis de poursuivre les réformes enclenchées depuis l'année 2008 par ses prédécesseurs. Fin 2011, la 3G était lancée alors que dans le même temps, l'internet haut-débit s'ouvrait aux abonnés internet de toutes les régions suivi d'une réduction de 80 % des tarifs.
Le ministre œuvre à l'amélioration de la qualité du réseau de téléphonie mobile à travers le projet de National Roaming, dont l'implémentation totale est prévue d'ici fin 2012.
De même, les travaux d'installation des fibres optiques sont en cours afin d'améliorer encore la qualité de l'internet et placer le Liban dans le peloton de tête des infrastructures de télécommunications.

## Publication
- L’avenir nous appartient… si, 2010.